# Cinemart
Cinemart, a. s. (stylizováno jako CinemArt) je distribuční a koprodukční filmová společnost, která vznikla v roce 1992 pod jménem Lucernafilm, a. s., po transformaci v roce 1995 byla přejmenována na současný název. Společnost koprodukovala některé z českých filmů, například snímky Kolja, Samotáři, Jedna ruka netleská, Sluneční stát.
Od roku 2004 Cinemart dlouhodobě spolupracoval s významným českým producentem Čestmírem Kopeckým a koprodukoval s ním filmy jako například 25 ze šedesátých aneb Československá nová vlna režiséra Martina Šulíka. V roce 2013 se Cinemart stal koproducentem a distributorem animovaného filmu Čtyřlístek ve službách krále režiséra Martina Šulíka.
Od roku 2013 zastupuje společnost Cinemart pro český a slovenský distribuční trh tři velká hollywoodská studia a do kin uvádí filmové tituly od společností Twentieth Century Fox, Universal a Paramount Pictures.
Společnost také nadále distribuuje české filmy a to včetně debutů: Hany (Michal Samir, 2014), MY 2 (Radka Denemarková, 2015), Místa (Radim Špaček, 2015). V roce 2016 se chystá uvést do kin české filmy Lída Baarová, Teorie tygra a Řachanda.

## Seznam vydaných DVD
| Název                      | Režisér                    | Rok výroby | Datum vydání |
| -------------------------- | -------------------------- | ---------- | ------------ |
| Na velikosti záleží        | Erez Tadmor, Sharon Maymor | 2009       |              |
| Květ pouště                | Sherry Hormanová           | 2009       |              |
| Nejlepší sportovec století | Mischa Alexander           | 2006       |              |
| Mamut                      | Lukas Moodysson            | 2009       |              |
| Ukrutně šťastni            | Henrik Ruben Genz          | 2008       |              |
| Světla v soumraku          | Aki Kaurismäki             | 2006       |              |
| Juha                       | Aki Kaurismäki             | 1998       |              |
| Dobré srdce                | Dagur Kári                 | 2009       |              |
| Submarino                  | Thomas Vinterberg          | 2010       |              |
| Mama Gogo                  | Fridrik Thór Fridriksson   | 2010       |              |
| Domů na Vánoce             | Bent Hamer                 | 2010       |              |
| Projekt Frankenstein       | Kornél Mundruczó           | 2010       |              |
| Interview podle van Gogha  | Theo van Gogh              | 2003       |              |